# آمونتاس یکم مقدونی
آمونتاس یکم  (به یونانی: Ἀμύντας) یکی از پادشاهان مقدونیه باستان بود. او پسر آلکتاس یکم بود. وی همسر ملکه یوریداس و دارای پسری به نام اسکندر بود.

آمونتاس یکم دست‌نشانده داریوش بزرگ پادشاه شاهنشاهی هخامنشی در سال‌های ۵۱۲ تا ۵۱۱ پیش از میلاد بود. گفته می‌شود تاریخ مقدونیه با آمونتاس آغاز می‌شود. او نخستین حاکمی بود که روابط دیپلماتیک با کشورهای دیگر داشته است.